# Санта Марија (Пезаро и Урбино)
Санта Марија је насеље у Италији у округу Пезаро и Урбино, региону Марке.
Према процени из 2011. у насељу је живело 3 становника. Насеље се налази на надморској висини од 252 м.